# 小行星5735
小行星5735（英語：5735 Loripaul）是一颗围绕太阳公转的小行星。1989年6月4日，埃莉諾·赫琳在帕洛马山发现了此天体。
这颗小行星的绝对星等为356.9681479056403等。